# Predigerhaus der Zionskirche (Berlin, Schwedter Straße)

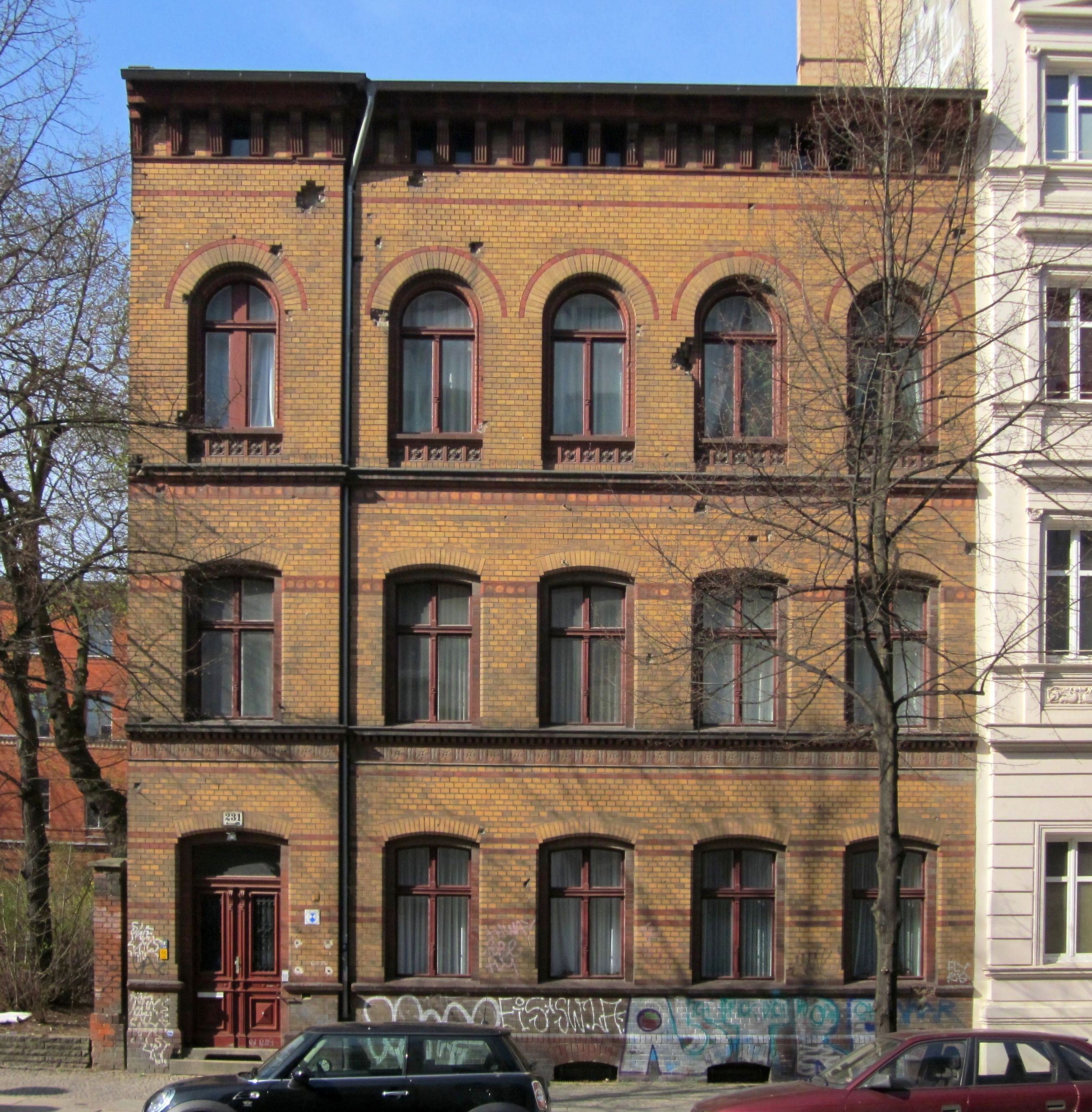
Hauptfassade an der Schwedter Straße

Das Predigerhaus der Zionskirche in der Schwedter Straße 231 im Berliner Ortsteil Mitte ist das zweite für die Berliner Zionsgemeinde errichtete Predigerhaus. Es wurde 1888 als Wohnhaus für Prediger, Küster und Kirchendiener erbaut.
Das dreigeschossige Gebäude besitzt eine mit gelben Klinkern verblendete Fassade, die durch rote Doppelbänder und Gesimse horizontal gegliedert ist. Die unteren beiden Geschosse weisen Segmentbogenfenster, das zweite Obergeschoss dagegen Rundbogenfenster auf.
Das Predigerhaus ist als Baudenkmal mit der Nummer 09011309 in der Berliner Landesdenkmalliste eingetragen.